# Kozárov
Kozárov település Csehországban, a Blanskói járásban. Kozárov Rašov, Strhaře, Kunčina Ves és Bedřichov településekkel határos. Lakosainak száma 116 fő (2024. január 1.).

## Népesség
A település lakosságának változását az alábbi diagram mutatja:
| Lakosok száma | 210  | 189  | 188  | 164  | 140  | 128  | 127  | 119  | 113  | 116  |
|               | 1869 | 1900 | 1921 | 1961 | 1980 | 2011 | 2016 | 2019 | 2021 | 2024 |